# Các tu viện béguinage xứ Flanders
Các tu viện béguinage xứ Flanders là một tập hợp gồm 13 tu viện dòng béguinage ở Flanders, Bỉ được UNESCO công nhận là Di sản thế giới từ năm 1998.
Dòng béguinage là một cộng đoàn nữ tu tự trị gồm các phụ nữ thế tục, hiến thân phụng sự Chúa (béguin) nhưng không hoàn toàn giống nhu các nữ tu thoát tục. Các nữ tu thế tục này sống trong các tu viện gọi là béguinage, thường bao gồm một số nhà ở, nhà làm việc được xây dựng chung quanh một nhà thờ hoặc nhà nguyện với khoảng sân rộng, là nơi diễn ra một số hoạt động tôn giáo. Một số công trình công cộng khác gồm xưởng nấu bia, lò bánh, trạm xá, và một số tòa nhà trang trại.
Dòng béguinage phát triển ở một số vùng trong các nước tây bắc châu Âu từ thế kỷ thứ 13, nhất là ở xứ Flanders, Bỉ. Trong hầu hết trường hợp, những người sống tại các tu viện này tuân theo một số quy định trong thời gian lưu trú và đóng góp vào một quỹ tập thể.
UNESCO đưa ra 3 tiêu chuẩn để được coi là di sản thế giới:
- các tính đặc thù về kiến trúc tôn giáo và truyền thống, trong sự kế hoạch hóa đô thị và nông thôn tiêu biểu của xứ Flanders.
- bằng chứng đặc biệt của truyền thống các nữ tu độc lập ở tây bắc Âu trong thời trung cổ.
- tập hợp các kiến trúc đặc biệt, kết hợp với một phong trào tôn giáo đặc trưng của thời trung cổ liên kết các giá trị thế tục với các giá trị tu trì.

## Tranh luận
Đã có nhiều cuộc tranh luận

## Danh sách
Có tổng cộng 26 tu viện đề xuất được công nhận Di sản thế giới, nhưng chỉ có 13 tu viện béguinage sau chính thức được công nhận gồm: 

### Antwerp
| ID 855-001 | Hoogstraten | Tu viện béguinage của Hoogstraten         | 51°24′12″B 4°45′50″Đ / 51,40331667°B 4,7638°Đ      | 1,7 ha |
| ID 855-002 | Lier        | Tu viện béguinage của Lier (Tiếng Hà Lan) | 51°07′42″B 4°34′06″Đ / 51,12835278°B 4,568263889°Đ | 3,4 ha |
| ID 855-003 | Malinas     | Tu viện béguinage của Mechelen            | 51°01′54″B 4°28′26″Đ / 51,03165°B 4,473927778°Đ    | 5,4 ha |
| ID 855-004 | Turnhout    | Tu viện béguinage của Turnhout            | 51°19′36″B 4°56′35″Đ / 51,32661111°B 4,943111111°Đ | 1,5 ha |

### Limburg
| ID 855-005 | Sint-Truiden | Tu viện béguinage của Sint-Truiden | 50°49′16″B 5°11′35″Đ / 50,82116667°B 5,193027778°Đ | 22,8 ha |
| ID 855-006 | Tongeren     | Tu viện béguinage của Tongeren     | 50°46′44″B 5°28′09″Đ / 50,77897222°B 5,469138889°Đ | 2,5 ha  |

### Đông Flanders
| ID 855-007 | Dendermonde | Tu viện béguinage của Dendermonde (Tiếng Hà Lan) | 51°01′38″B 4°05′49″Đ / 51,02725°B 4,096972222°Đ    | 2,5 ha |
| ID 855-008 | Gent        | Tu viện béguinage của Gent (Tiếng Hà Lan)        | 51°02′46″B 3°44′10″Đ / 51,04613889°B 3,736083333°Đ | 4,5 ha |
| ID 855-009 | Gent        | Groot Begijnhof Sint-Amandsberg                  | 51°03′24″B 3°44′50″Đ / 51,05677778°B 3,747361111°Đ | 5,7 ha |

### Vlaams-Brabant
| ID 855-010 | Diest   | Tu viện béguinage của Diest  | 50°59′16″B 5°03′42″Đ / 50,98780833°B 5,061575°Đ    | 4,5 ha |
| ID 855-011 | Lovaina | Tu viện béguinage của Leuven | 50°52′19″B 4°41′50″Đ / 50,87192222°B 4,697361111°Đ | 4,2 ha |

### Tây Flanders
| ID 855-012 | Bruges   | Tu viện béguinage của Bruges                  | 51°12′04″B 3°13′21″Đ / 51,20122222°B 3,222555556°Đ | 0,55 ha |
| ID 855-013 | Kortrijk | Tu viện béguinage của Kortrijk (Tiếng Hà Lan) | 50°49′42″B 3°16′04″Đ / 50,82833889°B 3,267772222°Đ | 0,7 ha  |

## Một số tu viện béguinages khác trên thế giới

### Hà Lan
- Begijnhof, Amsterdam
- Bagijnhof Delft
- Begijnhof, Utrecht
- Begijnhof, Breda
- Leeuwarden
- Haarlem
- Sittard

### Pháp
- Tu viện béguinage Quentin-Barré
- Tu viện béguinage Thánh Vaast, Cambrai
- Tu viện béguinage Valenciennes
- Tu viện béguinage Paris